# Stazione di Gragnola
La stazione di Gragnola, inaugurata il 4 dicembre 1911, è situata nella piccola valle al di sotto del paese di Gragnola, frazione del comune di Fivizzano.

## Storia
Nel 2002 la stazione risultava impresenziata insieme ad altri 25 impianti situati sulla linea. Sino al 1976 vi faceva capo il "Gragnolino", ultimo treno passeggeri regolare con trazione a vapore.

## Strutture e impianti
Lo scalo è costituito da 3 binari di cui il 1° a servizio dei treni che si dirigono a Lucca e il 2° per quelli diretti ad Aulla. Mentre il 3º binario è utilizzato per effettuare soste e precedenze.
Parte dell'area dell'ex scalo merci, ubicata lato Lucca, è stata riconvertita a parcheggio di interscambio.

## Servizi
La stazione è servita dalle corse svolte da Trenitalia nell'ambito del contratto di servizio con la Regione Toscana.
La stazione dispone di:
- Capolinea autolinee
- Servizi igienici